# 邱新野
邱新野（1912年12月—），黑龙江阿城，中华人民共和国政治人物。
担任黑龙江阿城、阜新市委书记。1954年，当选第一届全国人民代表大会代表。